# J.K. Lauridsen
Jakob Kristian Lauridsen, kendt som Je Kaa (18. oktober 1858 i Lind, Rind Sogn ved Herning – 3. november 1905 i København) var en dansk politiker. Han var en af dansk landspolitiks mest farverige og berygtede personer, og han var ophavsmand til flere kendte citater.

## Liberal student i hovedstaden
Hans forældre var boelsmand Lauritz (Laust) Møller Larsen (1829-1897) og Karen Marie Jacobsen (1831-1892). Hjemmet var fattigt og meget religiøst præget. Lauridsen var vogterdreng, men hjulpet af politikeren Thomas Nielsen kom han 1873 til København, blev student fra Ludvig Triers private kursus og aflagde 1884 juridisk embedseksamen, endda uden at have anvendt manuduktion. Mens han boede på Regensen (1882-84) var han kommet i kontakt med hovedstaden liberale kredse. Han var et af Studentersamfundets første bestyrelsesmedlemmer og blev efter sin eksamen medarbejder først ved Morgenbladet og derefter ved Politiken.
"Je Kaa", som han blev kaldt efter sine fornavnes initialer, var interesseret i arbejdersagen, gik til arbejdermøder, og selvom han ikke var socialist, kunne han fange arbejdernes interesse. Som agitator og debattør var han et stort naturtalent. Politisk var han præget af sine rødder i almuen og nærede mistro til personer i samfundets top. Alligevel havde han en beundring for Bondevennernes (kuldsejlede) forestilling om en alliance mellem "store og små bønder (se Oktoberforeningen). Da han gik ind i politik, sluttede han sig til Viggo Hørup.

## Politisk debut
Han fik sin politiske ilddåb i provisorietiden på et møde i Frederikssund i 1885, hvor han verbalt krydsede klinger med Henning Matzen, der var en af Estrup-regeringens førende debattører. Je Kaa fik en omfattende virksomhed som taler rundt i landet, og fem folketingsvalgkredse bejlede til ham som venstrekandidat. Samme år som han nedsatte sig som overretssagfører i København (1887), valgtes han i Ringstedkredsen til Folketinget og repræsenterede kredsen indtil 1895. Mens andre venstrefolk kom i fængsel for kritik af regeringen og kongen, blev Je Kaa aldrig straffet, fordi regeringen ikke ønskede at gøre ham til martyr. To gange blev han idømt fængsel for voldsomme verbale angreb på regeringen, men fik begge gange politisk amnesti. Han egen kommentar lød således: "Nu har Hans Majestæt Kongen igen benaadet mig for 3 maaneders Fængsel — ham bevare Gud – og jeg, der saa gjerne vilde ind og sidde!"

## Legendarisk debattør
I sine første år på tinge blev Je Kaa kendt for sin intelligens, sit vid og sit jyske lune. Han var en intellektuelt skarp debattør og gav en humoristisk tilsætning til debatterne i Folketinget. Et citat fra Je Kaa – angiveligt udtalt i Folketinget i 1888 – huskes stadig:
| Citat | Næst Kønsdriften er Jærnbanedriften den stærkeste af alle menneskelige Drifter | Citat |
|       |                                                                                |       |

Der er dog modstridende gengivelser af citatet. Charles Kjerulf oplyser, at citatet faldt i en tale af Je Kaa til bønderne i sin kreds, og at det havde følgende ordlyd:
| Citat | Og saa, mine ærede Vælgere, saa kommer vi til Jærnbanerne. Ja, det er nu noget meget farligt at røre ved - rent ud sagt - af alle menneskelige Drifter er Jærnbanedriften en af dem, som mest sætter Lidenskaberne i Bevægelse. Den Eneste, der muligvis i saa Henseende overgaar den, skulde da være Kønsdriften. | Citat |
|       | |       |

## Tilbagegang og død
Men snart efter forfaldt både hans helbred og hans karakter. Han var en tørstig stamgæst på Café Bernina og udviklede sig til alkoholiker, hans pengesager kom i uorden, han blev skilt, og hans optræden i Rigsdagen blev mere og mere ubehersket. Samtidig var han nedslået over forliget mellem Venstre og Højre i 1894. Han beskrev regeringsskiftet med disse ord: "Tilsyneladende er der intet forandret. Vi har nok faaet en ny Regering, men ikke det Systemskifte, som var lovet. Det er jo de samme Mænd, der sidder i Ministeriet, men omtrent i omvendt Orden. Det minder mig om Kællingen, der vendte sin Særk Nytaarsaften og saa sagde, Gud ske Lov for Renligheden."
I 1895 opgav han at genopstille. De sidste år levede han kummerligt af halvt eller helt lyssky forretninger, men sin tro på bonden som centrum i dansk politik bevarede han til det sidste. På dødslejet på Kommunehospitalet havde han kraft nok til at skrive "En ikke holdt Tale", som han slutter således: "Jeg har stridt politisk og socialt sammen med Bønderne i en snes Aar – de sidste Aar som Invalid: Jeg føler mig ligesom lammet ved tanken om, at Bønderne skal blive slaaet ved et Valg. Derfor lyder mine Ord denne Gang ikke fra Talerstolene under Sjællands Bøge, men fra Sygelejet: Frem, Bønder, frem — frem til Værn for egen Magt og egen Magtudøvelse!"
Selv i sine sidste år havde han bevaret sin humor. Et andet kendt Je Kaa-citat opstod, da en ven besøgte ham i hans snuskede bolig i Hyskenstræde og undrede sig over, at Je Kaas billeder hang hulter til bulter på væggene. Je Kaa svarede, at billederne hang "efter de forhaandenværende Søms System" (senere i daglig tale er "system" blevet til "princip"). Je Kaa døde i 1905 – ikke af den nyresygdom, han led af (Bright's syge, nu kaldet nephritis), men af hjertelammelse.
J.K. Lauridsen blev gift 17. maj 1886 i København (borgerlig vielse) med Christiane Nicoline Christensen, kaldet Christiansen (11. december 1857 i København – 22. juli 1928 sst.), datter af manufakturhandler, senere husejer Niels Christian Christensen (1833-1906) og Sophie Andersen (1831-1906). Ægteskabet blev opløst.
Je Kaa er begravet på Vestre Kirkegård. Der findes et portrætmaleri af Oswald Nilson fra 1902 (Folketinget).